# تريفور بريتون
تريفور بريتون (23 يوليو 1982 - ) (بالإنجليزية: Trevor Britton)‏ هو لاعب كريكت أيرلندي.